# ブレイデントン
ブレイデントン （英: Bradenton、[ˈbreɪdəntən] BRAY-den-ton）は、アメリカ合衆国フロリダ州の都市。マナティ郡の郡庁所在地である。人口は5万5698人（2020年）。広域ではブレイデントン・サラソータ・ベニス都市圏を構成する。

## 歴史

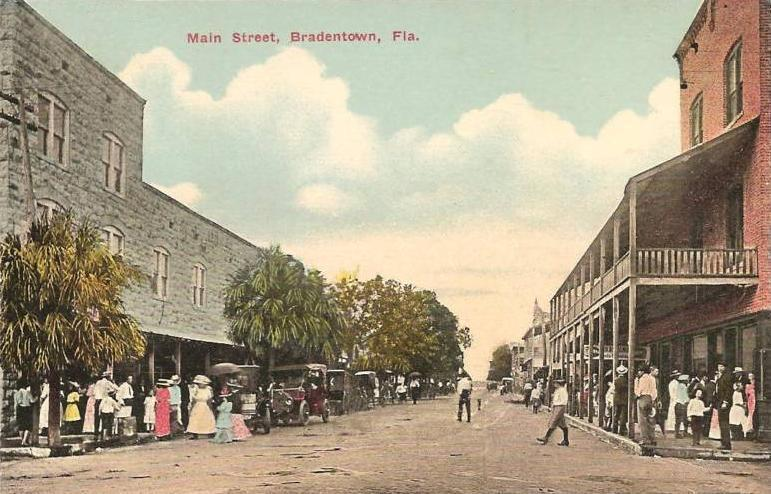
旧メインストリート、1910年頃

ブレイデントンとなった地域は、1539年にスペインの探検家エルナンド・デ・ソトが最初に探検しており、ショーズポイントで伝説のエル・ドラードを探し始めていた。1903年5月19日に市として法人化された。市名は、ジョセフ・ブレイデン博士に因んで名付けられた。19世紀前半にセミノール族インディアンに攻撃されたとき、ブレイデンの砦のような家屋が初期開拓者の退避場になった。現在のブレイデントン市は、1943年にフロリダ州議会がマナティ市（1888年法人化）とブレイデンタウン市を合併させたときに誕生した。

### 歴史ある場所
- ブレイデン・キャッスルパーク歴史地区、マナティ・アベニューと27番通り東近く
- ブレイデントン・バンク・アンド・トラスト社ビル、1925年建設、現在はプロフェッショナル・ビル、マナティ・アベニュー西1023
- アイアン・ブロック・ビル、1896年建設、12番通り西530（旧メインストリート）
- マナティ郡庁舎、1913年建設、マナティ・アベニュー西1115
- 旧マナティ郡庁舎、1860年建設、マナティ・アベニュー東1404
- ペニンシュラー・テレフォン社ビル、1925年建設、4番アベニュー西1009
- ジェニングス・アーケード、1926年建設、12番通り西417（旧メインストリート）

## 地理と気候
アメリカ合衆国国勢調査局に拠れば、市域全面積は14.44平方マイル (37.4 km2)であり、このうち陸地12.11平方マイル (31.4 km2)、水域は2.33平方マイル (6.0 km2)で水域率は16.14%である。
ブレイデントンはタンパ市とサラソータ市の間、アメリカ国道41号線沿いにある。淡水と海水の水路に囲まれている。メキシコ湾沿いやタンパ湾沿いに20マイル (32 km) 以上の海浜があり、オーストラリアマツが茂っている。北の境界はマナティ川である。メキシコ湾との間にあるバリアー諸島はアンナマリア島とロングボートキーがあり、それらと本土の間に沿岸内水路がある。
ブレイデントン中心街は市域の北西にある。多くの事務所や政府の建物があり、最も高い建物は12階建てのブレイデントン・フィナンシャル・センターであり、ブルーグリーンの窓が特徴である。次の高いのが9階建ての新しいマナティ郡司法センターであり、旧マナティ郡庁舎の隣にある。中心街のその他主要な建物は、マナティ郡政府ビルとマナティ郡教育委員会本部がある。
市の東部は急速に成長している。当初はレイクウッド・ランチという人気ある区域として出発し、現在は大変な人気が出ている。町の大半はウェストブレイデントンより新しい。しかし、海岸に近いウェストブレイデントン地域に比較して不動産価格が大きく低下したために、マナティ郡の担保物件取付の大半がここで生じている。
| ブレイデントン（1981年から2010年の平均）の気候 | ブレイデントン（1981年から2010年の平均）の気候 | ブレイデントン（1981年から2010年の平均）の気候 | ブレイデントン（1981年から2010年の平均）の気候 | ブレイデントン（1981年から2010年の平均）の気候 | ブレイデントン（1981年から2010年の平均）の気候 | ブレイデントン（1981年から2010年の平均）の気候 | ブレイデントン（1981年から2010年の平均）の気候 | ブレイデントン（1981年から2010年の平均）の気候 | ブレイデントン（1981年から2010年の平均）の気候 | ブレイデントン（1981年から2010年の平均）の気候 | ブレイデントン（1981年から2010年の平均）の気候 | ブレイデントン（1981年から2010年の平均）の気候 | ブレイデントン（1981年から2010年の平均）の気候 |
| 月                                             | 1月                                            | 2月                                            | 3月                                            | 4月                                            | 5月                                            | 6月                                            | 7月                                            | 8月                                            | 9月                                            | 10月                                           | 11月                                           | 12月                                           | 年                                             |
| ---------------------------------------------- | ---------------------------------------------- | ---------------------------------------------- | ---------------------------------------------- | ---------------------------------------------- | ---------------------------------------------- | ---------------------------------------------- | ---------------------------------------------- | ---------------------------------------------- | ---------------------------------------------- | ---------------------------------------------- | ---------------------------------------------- | ---------------------------------------------- | ---------------------------------------------- |
| 平均最高気温 °F （°C）                         | 72.1 (22.3)                                    | 74.7 (23.7)                                    | 77.7 (25.4)                                    | 82.2 (27.9)                                    | 88.0 (31.1)                                    | 91.0 (32.8)                                    | 91.9 (33.3)                                    | 91.9 (33.3)                                    | 90.0 (32.2)                                    | 85.4 (29.7)                                    | 79.3 (26.3)                                    | 73.7 (23.2)                                    | 83.16 (28.43)                                  |
| 平均最低気温 °F （°C）                         | 50.2 (10.1)                                    | 52.8 (11.6)                                    | 56.4 (13.6)                                    | 60.3 (15.7)                                    | 66.4 (19.1)                                    | 71.9 (22.2)                                    | 73.4 (23)                                      | 73.9 (23.3)                                    | 72.4 (22.4)                                    | 66.1 (18.9)                                    | 58.9 (14.9)                                    | 52.5 (11.4)                                    | 62.93 (17.18)                                  |
| 降水量 inch （mm）                             | 2.75 (69.9)                                    | 2.49 (63.2)                                    | 3.99 (101.3)                                   | 2.25 (57.2)                                    | 2.49 (63.2)                                    | 8.05 (204.5)                                   | 8.98 (228.1)                                   | 9.59 (243.6)                                   | 7.23 (183.6)                                   | 2.85 (72.4)                                    | 2.16 (54.9)                                    | 2.19 (55.6)                                    | 55.01 (1,397.3)                                |
| 平均降水日数                                   | 7.2                                            | 6.0                                            | 6.5                                            | 5.0                                            | 5.6                                            | 12.9                                           | 15.8                                           | 16.9                                           | 13.2                                           | 6.8                                            | 5.5                                            | 6.1                                            | 107.4                                          |
| 出典：NOAA                                     |                                                |                                                |                                                |                                                |                                                |                                                |                                                |                                                |                                                |                                                |                                                |                                                |                                                |

## 人口動態
以下は2000年国勢調査による人口統計データである。
| 基礎データ - 人口: 49,504 人 - 世帯数: 21,379 世帯 - 家族数: 12,720 家族 - 人口密度: 1,578.3人/km2（4,088.5 人/mi2） - 住居数: 24,887 軒 - 住居密度: 793.5軒/km2（2,055.4 軒/mi2） 人種別人口構成 - 白人: 78.14% - アフリカン・アメリカン: 15.11% - ネイティブ・アメリカン: 0.29% - アジア人: 0.79% - 太平洋諸島系: 0.05% - その他の人種: 3.91% - 混血: 1.71% - ヒスパニック・ラテン系: 11.26% | 年齢別人口構成 - 18歳未満: 21.6% - 18-24歳: 7.7% - 25-44歳: 25.3% - 45-64歳: 19.9% - 65歳以上: 25.4% - 年齢の中央値: 42歳 - 性比（女性100人あたり男性の人口） - 総人口: 90.3 - 18歳以上: 85.9 世帯と家族（対世帯数） - 18歳未満の子供がいる: 23.0% - 結婚・同居している夫婦: 43.5% - 未婚・離婚・死別女性が世帯主: 12.1% - 非家族世帯: 40.5% - 単身世帯: 34.1% - 65歳以上の老人1人暮らし: 17.8% - 平均構成人数 - 世帯: 2.24人 - 家族: 2.85人 | 収入と家計 - 収入の中央値 - 世帯: 34,902米ドル - 家族: 42,366米ドル - 性別 - 男性: 28,262米ドル - 女性: 23,292米ドル - 人口1人あたり収入: 20,133米ドル - 貧困線以下 - 対人口: 13.6% - 対家族数: 9.7% - 18歳未満: 22.3% - 65歳以上: 8.2% |

## 経済
トロピカーナ・プロダクツは世界最大のオレンジジュース生産者かつ販売者である。1947年にイタリア移民のアンソニー・T・ロッシが設立し、2004年には8,000人以上を雇用し、全国で製品を販売している。1998年からはペプシコ社が所有している。1971年からCSXトランスポーテーションとの契約で有名なジュース列車を運行している。2003年、ペプシコがゲータレードを買収したことに伴い、飲料事業を統合するためにトロピカーナ・プロダクツの本社をシカゴに移したが、ジュース製造機能はブレイデントンに残っている。全国的なスポーツ衣料チェーン店であるチャンプス・スポーツや、百貨店チェーンのビールズがブレイデントンに本社を置いている。2000年代後半の住宅市場危機の影響を強く受け、CNNに拠れば、2008年第3四半期の住宅価格は24.8%低下した。2012年には不動産も回復の兆しがあり、住宅価格は安定し、在庫は減少している。2013年の冬の旅行シーズンで新たな建設ブームが始まり、住宅市場が堅調なので商業と住宅産業で成長が続くと予想されている。観光産業が州内に現金を流入させ、多くの企業経営者が利益増を報告している。

## 交通

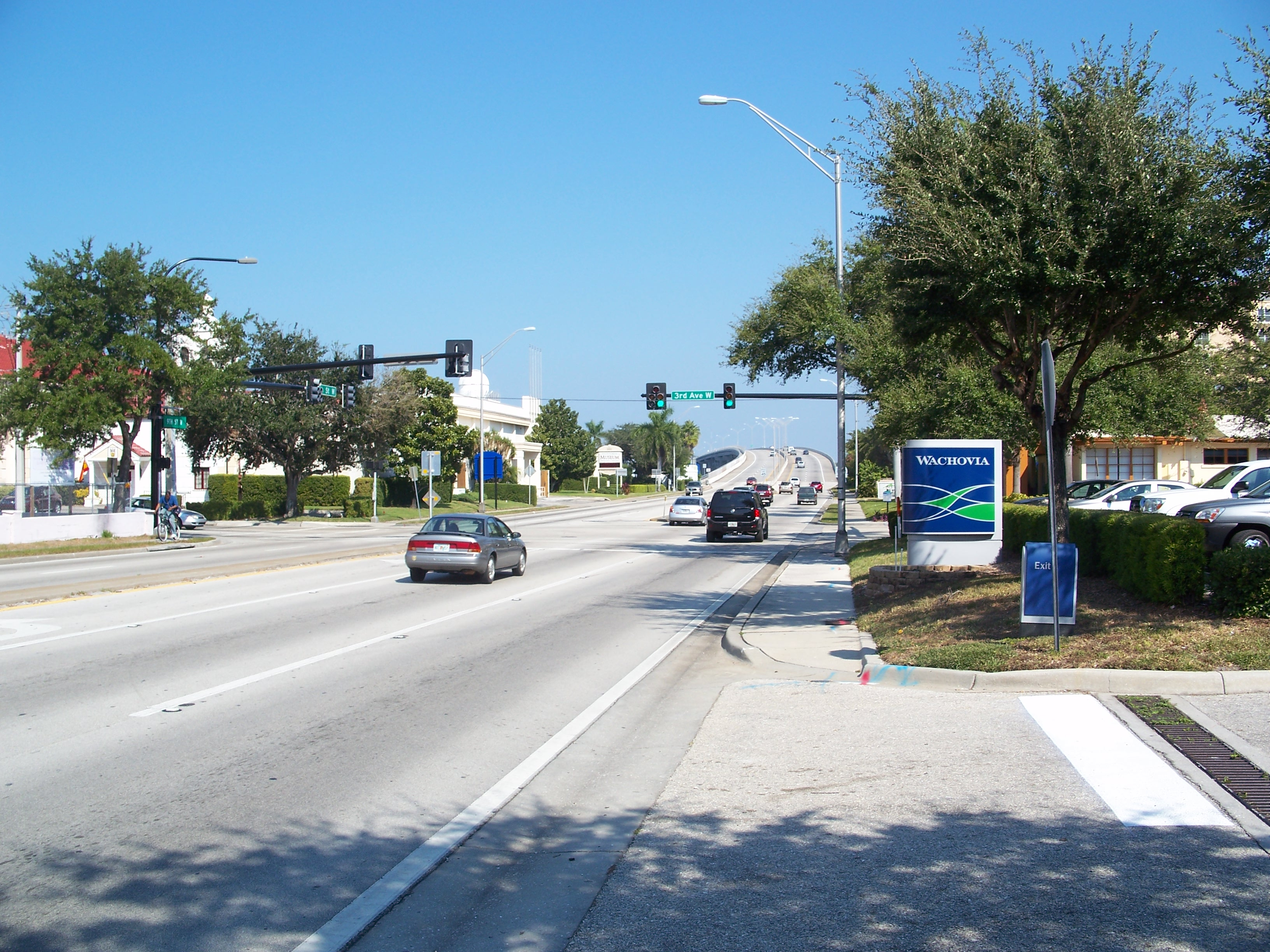
国道41号

空港は、近くのサラソータ市にサラソータ・ブレイデントン国際空港がある。
アムトラック・スルーウェイがタンパ・ユニオン駅とベニスを結んでいる。ブレイデントンのダウンタウンを経由する。
北方のセントピーターズバーグとはサンシャイン・スカイウェイ橋で連絡している。タンパ湾を跨ぐ橋であり、延長8.9キロメートル、高さ76メートルである。
マナティ郡地域交通が、市内とパルメット、エレントン、アンナマリア、ホームズビーチ、ブレイデントンビーチ、ロングボートキー、トールバスト、サモセットとを結ぶバス便を運行しており、またサラソータ市とも結んでいる。アンナマリア島では南北に無料トロリーが運行され、また本土の様々な地点とも結んでいる。

## 市政府
ブレイデントン市は法人化され、マナティ郡最大の都市である。5人の委員による市政委員会が統治しており、委員会が副市長を選出する。市長は市全体を選挙区に選出され、また市政委員5人も同様である。

## メディア

### 新聞
- 「ザ・ブレイデントン・ヘラルド」、日刊紙
- 「ブレイデントン・タイムズ」、マナティ郡のオンライン新聞
- "Bradenton.Patch.com" ブレイデントンのオンライン新聞
- 「サラソータ・ヘラルド・トリビューン」と「タンパベイ・タイムズ」も地域で購読できる

### ラジオとテレビ
ブレイデントンはサラソータ・ブレイデントン・ラジオ市場に属している。ブレイデントン市とマナティ郡にはAMラジオ2局、FMラジオ4局がある。近くのタンパ・セントピーターズバーグ・ラジオ市場の放送も受信できる。
テレビはタンパベイ・テレビ市場に属している。ブレイデントンで免許を発行しているのは1局のみであり、ヒルズボロ郡リバービューに送信塔がある。

## 文化

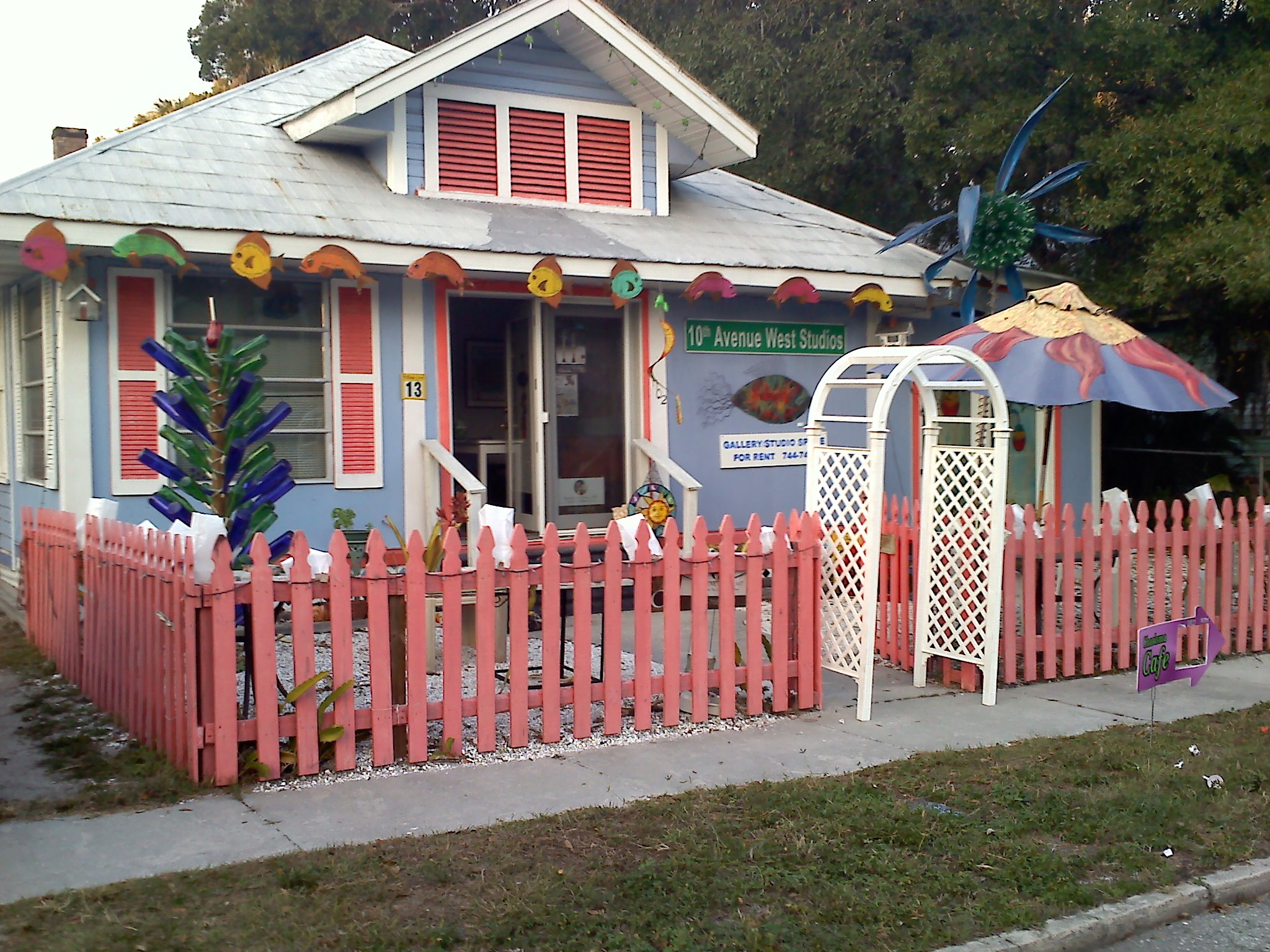
改修された家屋

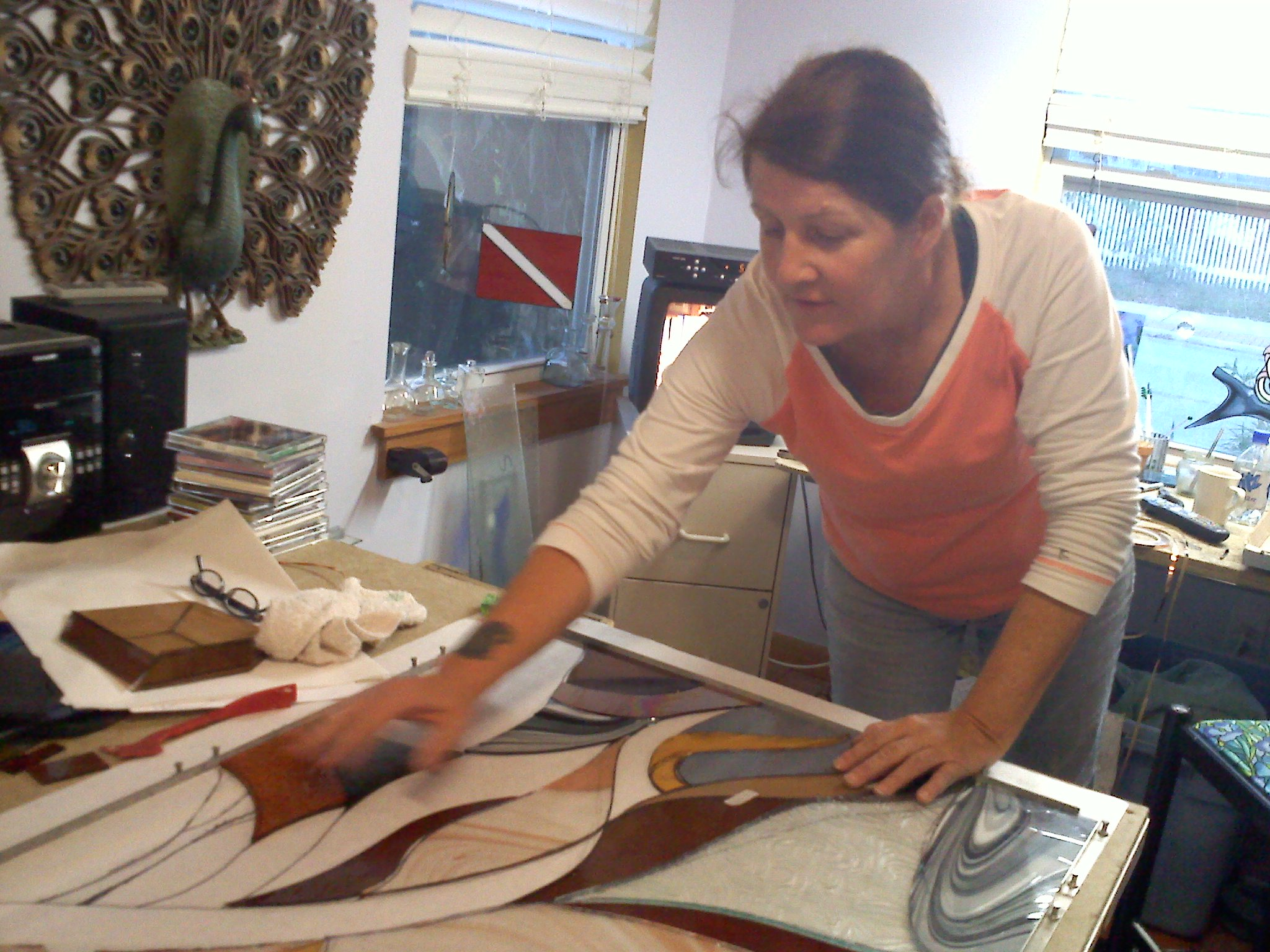
スタジオでの大変な作業

市内中心街の直ぐ南には改修の進んだ地区であるビレッジ・オブ・ジ・アーツがあり、特別な地域指定法により住民はその家で生活し働くことができる。かつて荒廃していた家屋の多くがスタジオ、ギャラリー、小さなレストランなど小企業に転換された。ビレッジ・オブ・ジ・アーツでは第1金曜日の活動を促進し、季節や祝日を祝っている。メキシコ湾岸でも最大の美術地区である。
マナティ・プレイアーズ劇団はマナティ芸能センターを本拠にし、フロリダ劇団カンファレンスや南東劇団カンファレンスの競技会で3年連続1位を獲得してきた。さらにアメリカ・コミュニティ劇団協会の競技会でも第1位になった。
中心街のマナティ川沿いには、南フロリダ博物館、ビショップ・プラネタリウム、パーカー・マナティ水族館がある。1か所に博物館とプラネタリウムと水族館が集まっていることで、フロリダの歴史、星やマルティメディア・ショー、講義や映画を楽しむことができる。パーカー・マナティ水族館には郡の最も有名な住人で公式マスコットでもあるマナティーのスヌーティが住んでいる。スヌーティは1948年7月21日にマイアミ水族館とタックルカンパニーで生まれ、捕獲されたマナティーから最初期に記録された出産となった。捕獲されたマナティーでは最年長であり、おそらく世界でも最年長である。
アートセンター・マナティは郡の芸術と芸術教育の中心である。中心街にある床面積10,000平方フィート (930 m2) 近い建物には、3つのギャラリー、5つの教室、アーティスト・マーケット・ギフトショップ、3,000冊以上を収容する芸術図書室が入っている。
ウィー・ザ・キングスの歌『This Is Our Town』ではブレイデントンが歌われている。ウィー・ザ・キングスとバンドのハブ・ガン・ウィル・トラベルもブレイデントン出身である。

## スポーツ
ブレイデントンでは、大リーグのピッツバーグ・パイレーツが春季キャンプを行っており、中心街のマッキニー野球場で試合を行う。
野球のレギュラーシーズン中は、マイナーリーグ、クラスAアドバンストのフロリダ・ステートリーグに属するブレイデントン・マローダーズがこの球場を使っている。他にプロスポーツは無いが、フロリダ州立カレッジ・マナティが幾つかのスポーツを行っており、またマナティ高校のアメリカンフットボールチームは全国レベルの実力がある。市内にはニック・ボロテリー・テニスアカデミー、IMGサッカーアカデミー、ペンドルトン・スクールがある。

## 著名な出身者
- フレディー・アドゥー – サッカー選手[11]
- ダマルカス・ビーズリー – サッカー選手
- ディッキー・ベッツ – オールマン・ブラザーズ・バンドのギタリスト
- ボビー・コンヴェイ – サッカー選手
- ポーラ・クリーマー – LPGAゴルファー – 2010年 US女子オープン優勝
- テーラー・デント – テニス選手
- ティム・ドナヒー – NBAのレフェリー
- ランドン・ドノバン – サッカー選手
- カールトン・フィスク  – メジャーリーグベースボール選手、野球殿堂入り
- トミー・ハース – テニス選手
- エディ・ジョンソン – サッカー選手
- ミハエラ・クライチェク – テニス選手
- ザビーネ・リシキ – テニス選手
- イバ・マヨリ – テニス選手
- メイデー・パレード – ポップ・ロックバンド
- ラスティングス・ミレッジ – 野球選手、東京ヤクルトスワローズ
- マックス・ミルヌイ – テニス選手
- ジェイミー・モイヤー – メジャーリーグベースボール選手[12]
- 錦織圭 – テニス選手
- トミー・ロジャース – プロレスラー
- マリア・シャラポワ – 女子プロテニス選手、4大大会で4度優勝
- ウィー・ザ・キングス – ポップ・パンクバンド

## 見どころ
- アートセンター・マナティ

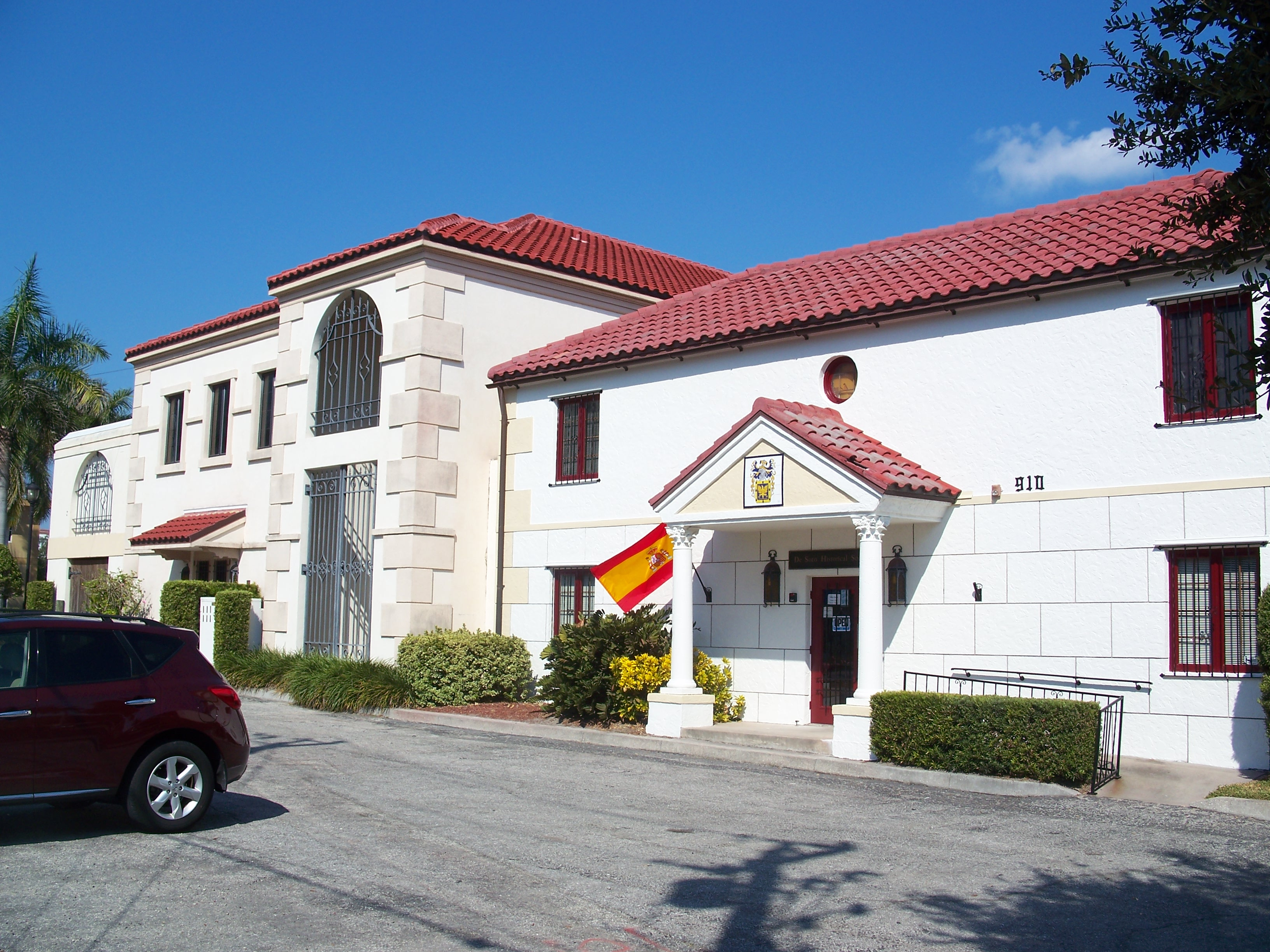
南フロリダ博物館

- ブレイデントン・マローダーズ、マイナーリーグ野球チーム
- コルテス・フィッシング・ビレッジ
- デソト広場
- デソト国立記念碑
- ギャンブル邸宅
- エルナンド・デ・ソト歴史協会
- 整骨医学エリー湖カレッジ・ブレイデントン校
- マナティ・ビレッジ歴史公園
- パルメット歴史公園
- マイアッカ川州立公園
- パルマ・ソラ植物公園
- マッキニー野球場、ピッツバーグ・パイレーツ春季キャンプ地
- 南フロリダ博物館、マナティのスヌーティが住んでいる
- ビレッジ・オブ・ジ・アーツ